# Munchkin (jogo eletrônico)
Munchkin é um jogo eletrônico de labirinto lançado em 1981 para Odyssey² cujo enredo e jogabilidade são em grande parte inspirado pelo Pac-Man. Na América do Norte, o jogo é chamado de KC Munchkin!, no Brasil foi lançado em 1983 recebeu o nome de Come-Come II, uma vez que foi lançado depois de K.C.'s Krazy Chase!, que ficou conhecido como Come-Come 1.
Desenhado e programado por Ed Averett, Munchkin é fortemente baseado em jogo de arcade Pac-Man da Namco, lançado em 1980, mas não um clone direto. Foi, no entanto, similar o suficiente para Atari processar Philips e forçá-los a cessar a produção de Munchkin. A Ataril ganhou a licença exclusiva para produzir a primeira versão de Pac-Man para o seu console Atari 2600, no entanto, Munchkin chegou às lojas em 1981, um ano antes da versão do Atari ficar pronta. A Atari inicialmente não conseguiu convencer um tribunal distrital dos EUA a impedir a venda de Munchkin, mas finalmente ganhou o caso em segunda instância. Em 1982, o tribunal de apelações determinou que a Phillips tinha copiado Pac-Man e fez alterações que "só tendem a enfatizar a medida em que ele deliberadamente copiou o trabalho do autor da ação." A decisão foi um dos primeiros a estabelecer a forma como a lei de copyright se aplicaria à aparência de softwares.